# Enrico Toccacelo

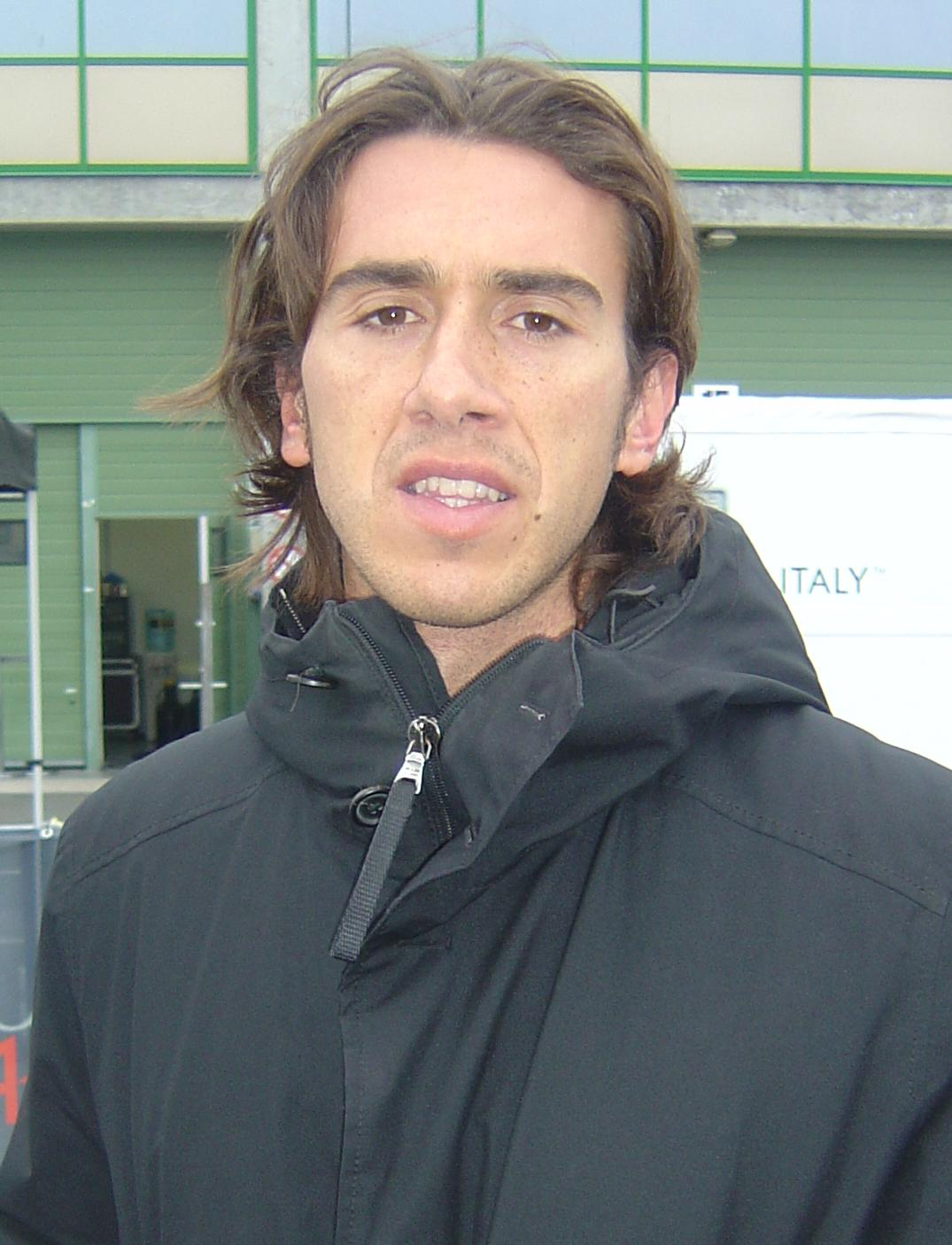
Enrico Toccacelo, 2007.

Enrico Toccacelo, född 14 december 1978 i Rom, är en italiensk racerförare.

## Racingkarriär
Toccacelo körde i italienska Formel 3, och fick sedan ett kontrakt i Formel 3000, där han körde i flera år. Hans bästa totalplacering var 2004, då han slutade tvåa bakom den senare Formel 1-föraren Vitantonio Liuzzi. Säsongen 2008 körde Toccacelo i Superleague Formula för AS Roma och även Borussia Dortmund.